# ロックビル駅
ロックビル駅（英語：Rockville Station）はアメリカ合衆国メリーランド州のロックビルにある鉄道駅。ワシントンメトロ・
MARC・アムトラックが乗り入れている。

## 利用可能な鉄道路線／列車
アムトラックの停車する列車は下記の通り。
シカゴとワシントン間の夜行長距離列車キャピトル・リミテッド号…1日1往復停車
メリーランド通勤鉄道の発着路線は下記の通り。
マーティンズバーグとワシントン間のブランズウィック線…平日のみ運行
ワシントンメトロの発着路線は下記の通り。
シェイディ・グローブとグレンモント間のワシントンメトロレッドライン